# Gyulakuta
Gyulakuta (1899-ig Gyalakuta, románul Fântânele, németül Gielekonten) falu Romániában, Erdélyben, Maros megyében, Gyulakuta község központja.

## Nevének eredete
A hagyomány szerint első lakosai a Gyula vezér által ásatott kút körül telepedtek le, innen a falu neve. Román neve a magyar név alapján alakult ki (a román fântâna = kút).
A kút mai napig megvan a Kis utca és a Csorgó találkozásánál. Érdekessége, hogy nagy szárazság idején is mindig van víz benne.

## Fekvése
Marosvásárhelytől 21 km-re délkeletre, a Kis-Küküllő jobb partján, a Bikás-völgy torkolatánál fekszik. Szomszédja Kelementelke.

## Története
A települést 1332-ben Gulacucha néven említik először.
A hagyomány szerint a Bikás- és a Szék-patak összefolyásánál emelkedő Várhegyen állt egykor Gyula vezér vára. Határában őskori leletek, a Szászok erdeje nevű helyen római tégladarabok kerültek elő. A település lassan fejlődött: 400-500 év múlva is csak 80 lakosa volt.

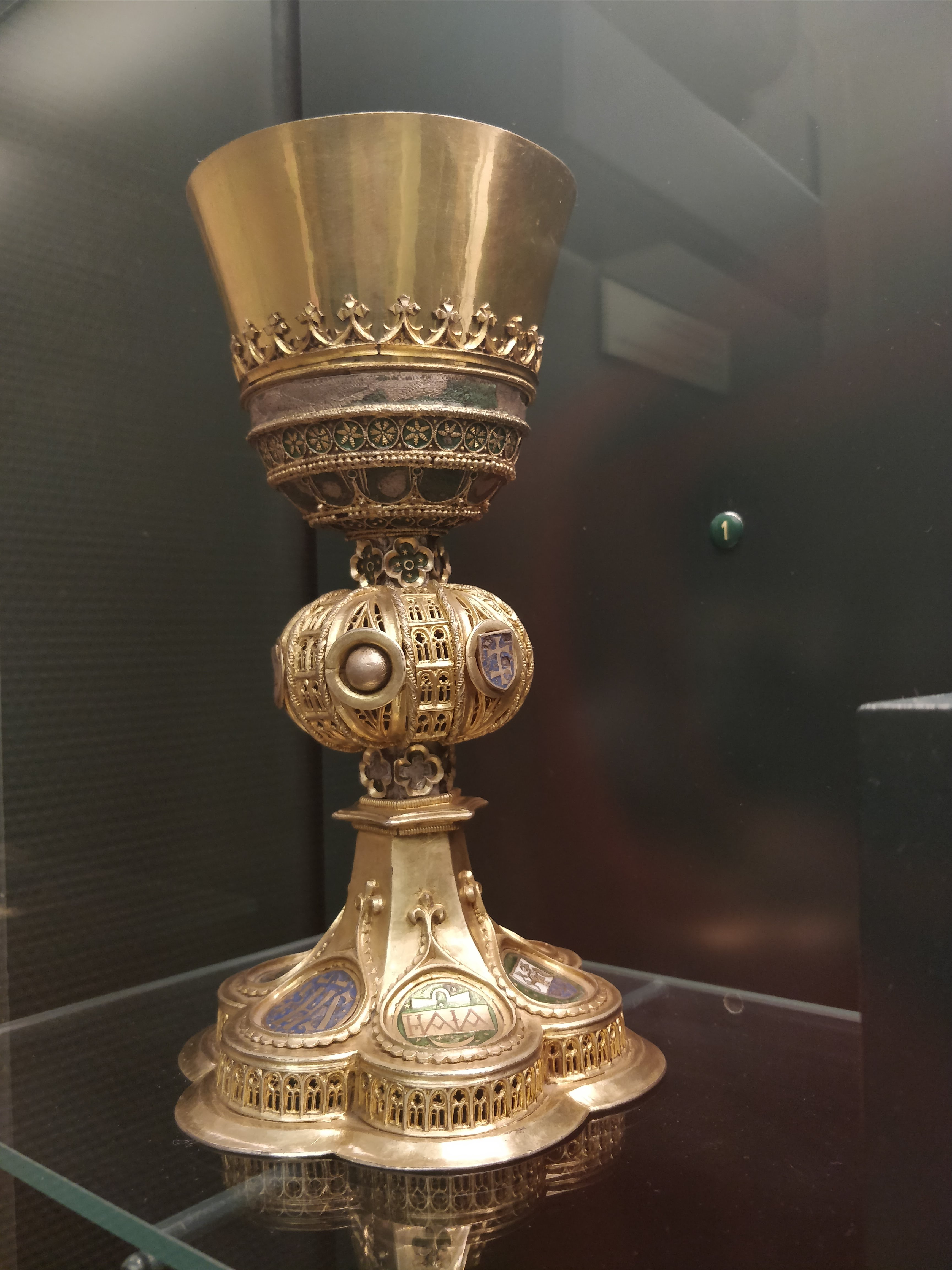
Régi áldozókehely a Magyar Nemzeti Múzeumban

A reformáció idején Gyulakuta római katolikus volt. A hívei a pápának fizették a dézsmát, a pénzt, a gabonát és az ajándékot. 1530 után unitárius lett és 1559 után református. E vallás megszilárdulása Szövérdi Gáspár János nevéhez fűződik. A Lázár család gyámjául nevezte ki, aki később feleségül veszi Lázár János özvegyét. Ő ajándékozta az egyháznak a 15. századi kelyhet, amelyet az egyház 1934-ben eladott a Magyar Nemzeti Múzeumnak, és az árából megépítette a református iskolát. Szávérdi Gáspár János nevéhez fűződik a kazettás mennyezet készítése is. Még ajándékozott az egyháznak egy mázsás harangot is.
Gyulakután az ellenreformáció későn, csak 1770-ben kezdődött, amikor Lázár János elrabolt egy osztrák grófnőt, ezért Mária Terézia magyar királynő megneheztelt rá. Azzal a feltétellel bocsátott meg, ha a falut katolizálják. A falu közössége azonban ellenállt.
1952-ben Romániában elsőként itt létesült földgázalapú hőerőmű, melyben négy darab 25 megawattos, szovjet turbina működött. 1996 óta nem üzemel. Lebontása után új erőmű épül a helyén.
1910-ben 1154 magyar lakosa volt. Trianonig Maros-Torda vármegye Marosi felső járásához tartozott. 1992-ben 2518 lakosából, 2451 magyar, 52 román, 10 cigány, 5 német volt.

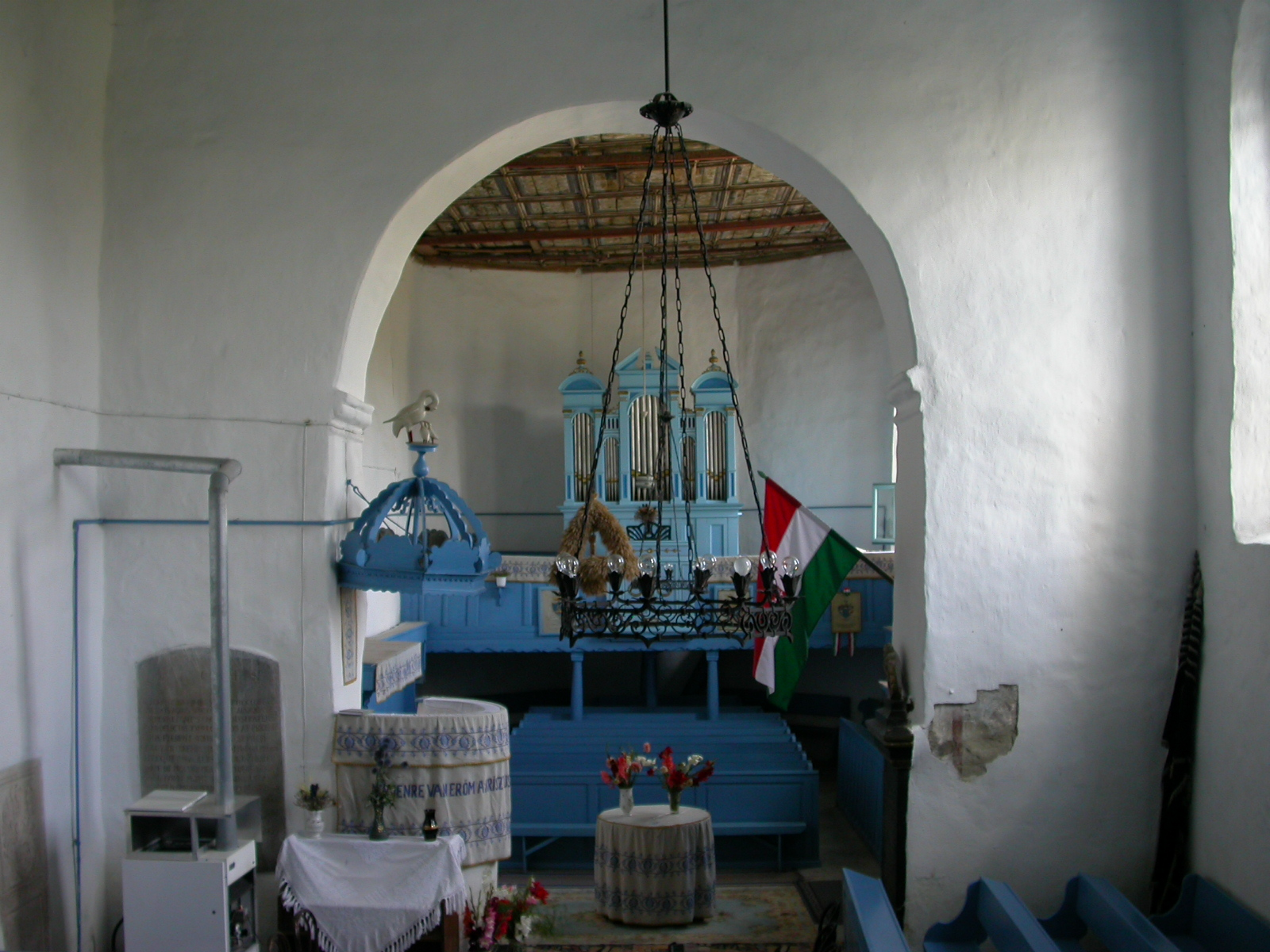
A református templom belülről
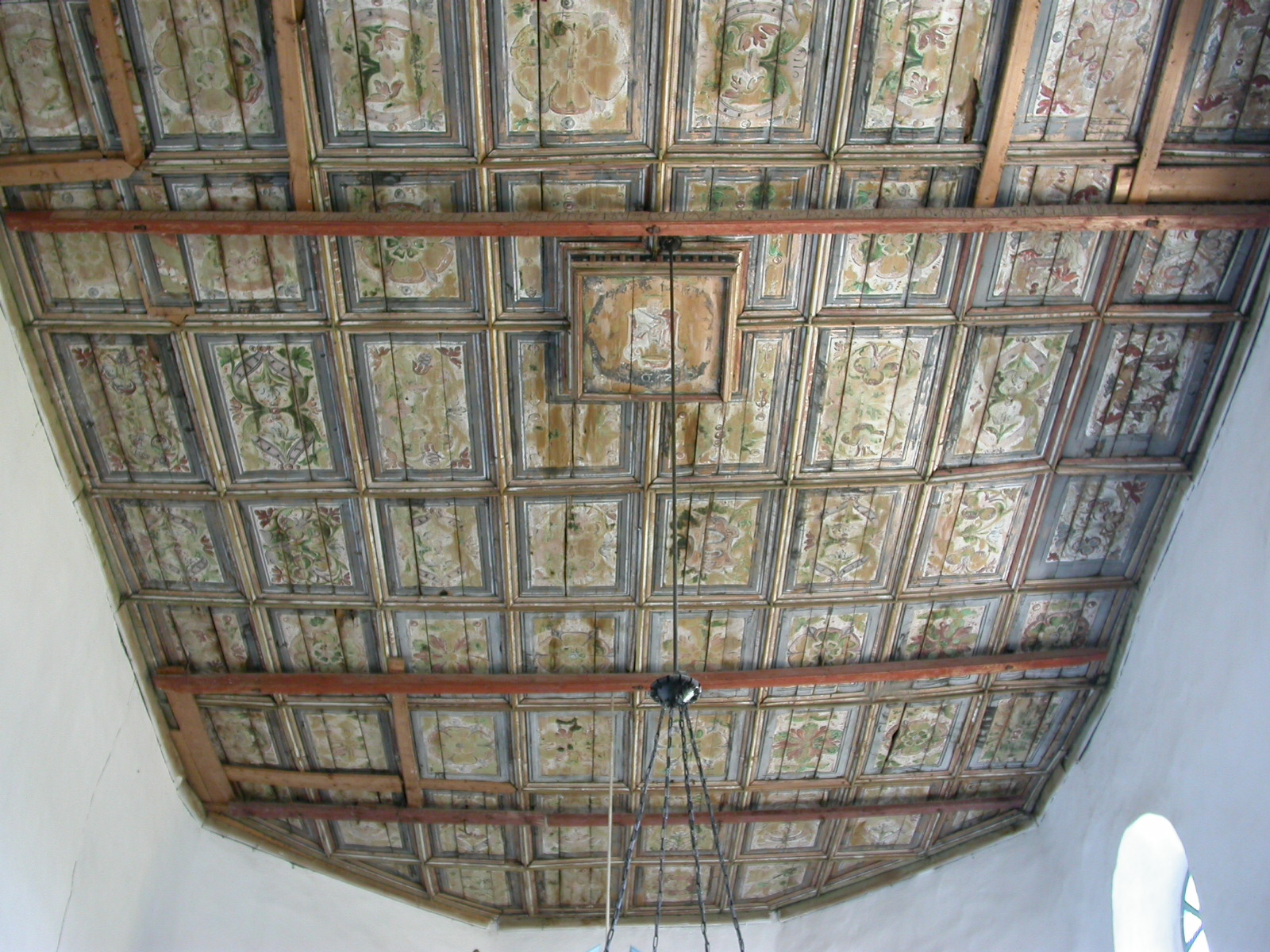
A református templom mennyezete, amelyet 1625-ben Egerházi János festett ki
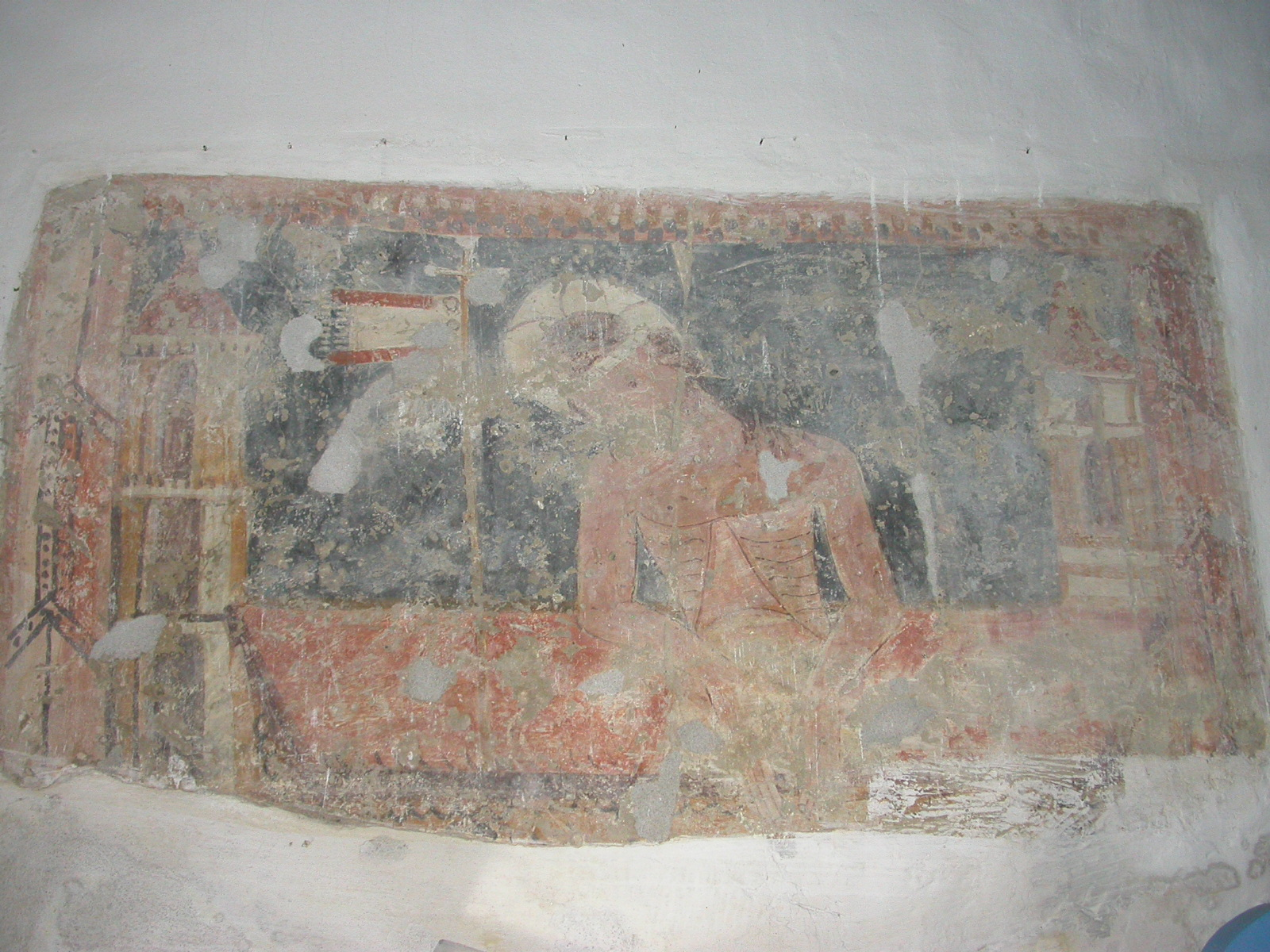
A református templomban megtalált régi freskó
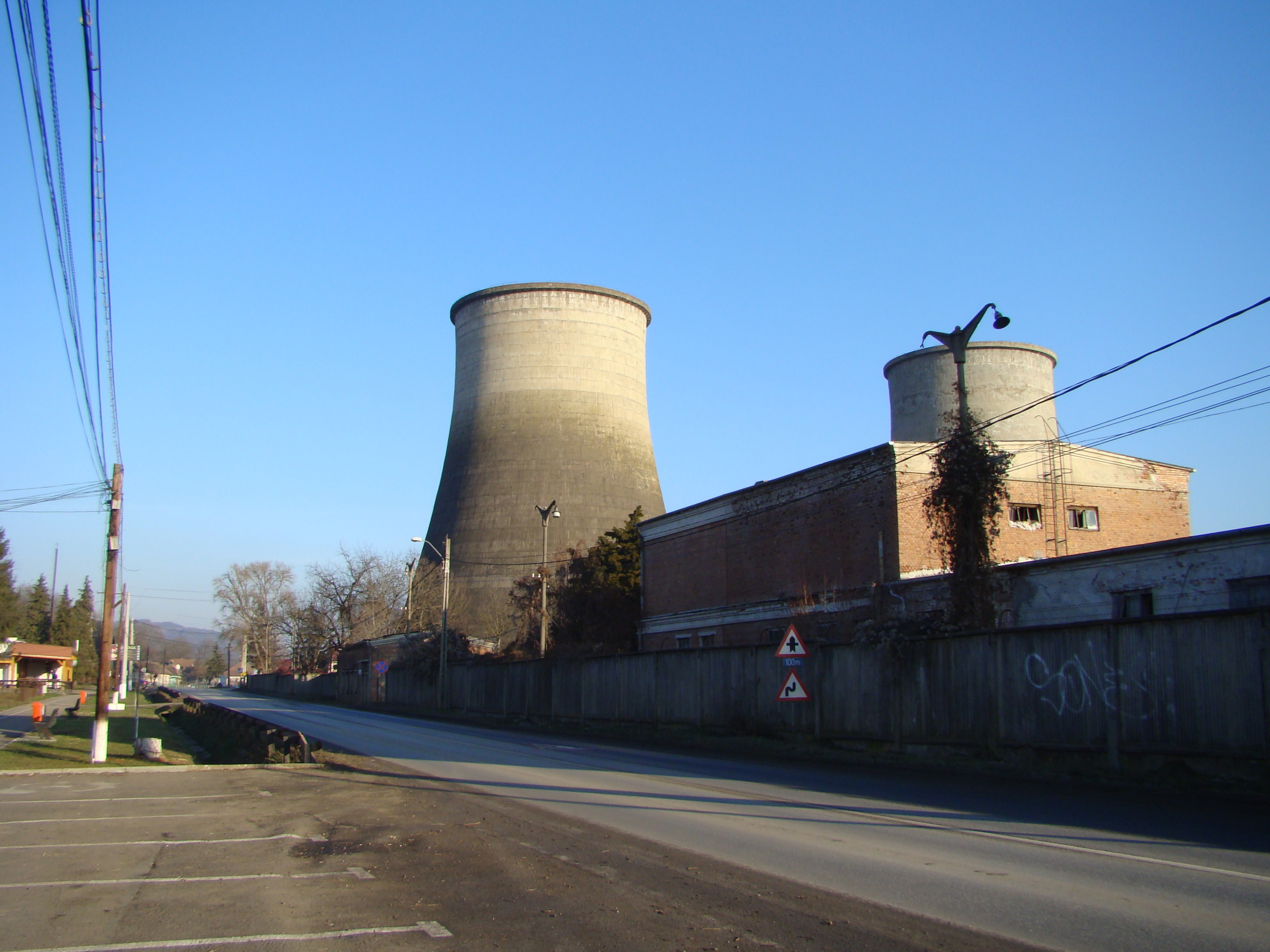
A hőerőmű

## Látnivalók
- 14. századi eredetű református templomában nyugszik Lázár György, Barcsay Ákos fejedelem volt helytartója, akit kivégeztek, és vele együtt a nagy hírű Lázár család több magas rangú tagja, valamint Szövérdi Gáspár János, Bethlen Gábor fejedelem udvarmestere. Mennyezetét 1625-ben Egerházi János festette. A kápolnát 1950-ben lebontották.
- A templom belsejében egy kisebb javítás során, régi katolikus freskókat találtak, amelyek ma is megtekinthetők.
- A Lázár-kastélyt gr. Haller Gábor kezdte építeni, majd a Lázár, az iktári Bethlen és a Bánffy családé is volt.
- A temetőben sok régi sírkő található, annak ellenére, hogy nagy részüket a kripták és az új sírok alapjaiba beépítették.
- A Kultúrház előtt egy szökőkút, valamint a kijáratnál egy kézzel faragott székely kapu található

## Híres emberek
- Itt született 1905. január 13-án Ábel Olga újságíró, író, műfordító.
- Itt született 1948. április 8-án Koszta Gabriella színésznő, műfordító
- Itt született 1959-ben Varga Csaba matematikus.

## Testvértelepülések
- Pétervására, Magyarország
- Tófej, Magyarország